# Innocence Faded
"Innocence Faded" treća je pjesma s albuma Awake (izdan 1994. godine) američkog progresivnog metal sastava Dream Theater. Tekst pjesme napisao je John Petrucci. Osim na studijskom izdanju, pjesma je još uključena u uživo izdanje Score.

## Izvođači
- James LaBrie - vokali
- John Petrucci - električna gitara
- John Myung - bas-gitara
- Mike Portnoy - bubnjevi
- Kevin Moore - klavijature